# Unstrutaue bei Schallenburg
Unstrutaue bei Schallenburg este o arie protejată (arie specială de conservare — SAC, sit de importanță comunitară — SCI) din Germania întinsă pe o suprafață de 154 ha, integral pe uscat.

## Localizare
Centrul sitului Unstrutaue bei Schallenburg este situat la coordonatele 51°08′46″N 11°05′36″E / 51.1461°N 11.0933°E.

## Înființare
Situl Unstrutaue bei Schallenburg a fost declarat sit de importanță comunitară în septembrie 2000 pentru a proteja 20 de specii de animale. Situl a fost protejat și ca arie specială de conservare în iulie 2008.

## Biodiversitate
Situată în ecoregiunea continentală, aria protejată conține 5 habitate naturale: Lacuri eutrofice naturale cu vegetație de tip Magnopotamion sau Hydrocharition, Cursuri de apă de la nivel de câmpie la nivel montan, cu vegetație Ranunculion fluitantis și Callitricho-Batrachion, Fânețe de joasă altitudine (Alopecurus pratensis, Sanguisorba officinalis), Păduri aluvionare cu Alnus glutinosa și Fraxinus excelsior (Alno-Padion, Alnion incanae, Salicion albae), Păduri mixte riverane de Quercus robur, Ulmus laevis și Ulmus minor, Fraxinus excelsior sau Fraxinus angustifolia, de-a lungul marilor râuri (Ulmenion minoris).
La baza desemnării sitului se află mai multe specii protejate:
- păsări (18): pescăruș albastru (Alcedo atthis), fâsă de luncă (Anthus pratensis), erete de stuf (Circus aeruginosus), erete cenușiu (Circus pygargus), prepeliță (Coturnix coturnix), lăstun de casă (Delichon urbicum), presură sură (Emberiza calandra), becațină comună (Gallinago gallinago), Gallinula chloropus chloropus, rândunică (Hirundo rustica), sfrâncioc mare (Lanius excubitor excubitor), presură sură (Miliaria calandra), gaia neagră (Milvus migrans), gaia roșie (Milvus milvus), codobatura galbenă (Motacilla flava), pițigoi-pungar (Remiz pendulinus), mărăcinar (Saxicola rubetra), nagâț (Vanellus vanellus)
- mamifere (1): castor (Castor fiber)
- nevertebrate (1): Coenagrion mercuriale

Pe lângă speciile protejate, pe teritoriul sitului au mai fost identificate 2 specii de păsări, 2 specii de amfibieni, 1 specie de nevertebrate.